# Lloyd Daniels
Lloyd Daniels (Brooklyn, 4 settembre 1967) è un ex cestista statunitense, professionista nella NBA, in Europa e in Sudamerica.
È soprannominato Swee' Pea per via di una somiglianza con il personaggio Pisellino del cartone animato Braccio di Ferro.

## Carriera
Durante i suoi primi anni di carriera giovanile, Daniels aveva attirato le attenzioni degli addetti ai lavori tanto da essere considerato da molti come il miglior talento newyorkese dai tempi di Kareem Abdul-Jabbar.
Il bassissimo livello di istruzione di Daniels, che palesava difficoltà persino nella lettura, rappresentava un ostacolo per l'approdo all'università: frequentò quattro high school diverse, senza riuscire a diplomarsi. Jerry Tarkanian, che all'epoca allenava presso la University of Nevada-Las Vegas (UNLV), scelse di farlo seguire personalmente da un suo assistente, allo scopo di ottenere i requisiti per l'ammissione al college. Spedito temporaneamente in un junior college californiano, Daniels fu arrestato mentre si accingeva a comprare droga da un agente di polizia sotto copertura. Nonostante Tarkanian abbia avuto spesso a che fare con giocatori problematici, egli dichiarò che il giocatore non avrebbe mai fatto parte della sua università. Successivamente si scoprì che Daniels fu portato al college da Richard Perry, già condannato per corruzione sportiva: questo fatto, seguito a un'indagine da parte della NCAA, portò Tarkanian a dimettersi.
Nel frattempo Daniels fallì più volte i programmi di riabilitazione, e fu cacciato dai Topeka Sizzlers in CBA per via della sua scarsa forma. Iniziò così a emigrare per giocare in campionati esteri, per esempio in Nuova Zelanda, ma fu allontanato anche da lì a causa dei suoi problemi con l'alcol e disciplinari.
L'11 maggio 1989 Daniels fu raggiunto da tre colpi di arma da fuoco, sparati da due uomini fuori dalla sua abitazione nel Queens per via di questioni legate alla droga. Arrivò in ospedale in condizioni critiche ma riuscì a sopravvivere, nonostante l'inconveniente di dover convivere con un proiettile che continuò a rimanergli conficcato nella spalla.
Nel 1992 come nuovo coach dei San Antonio Spurs fu nominato proprio Jerry Tarkanian, che decise di portare Daniels con sé facendolo debuttare in NBA: alla sua seconda partita, Daniels mise a referto 26 punti con 11/19 dal campo. La parentesi dell'allenatore alla guida degli Spurs fu breve e durò pochi mesi, ma il giocatore rimase in NBA e nella sua stagione d'esordio chiuse con una media di 9,1 punti a partita. Fu confermato per la stagione successiva, poi giocò 5 partite con i Philadelphia 76ers, quindi tornò a giocare nella lega CBA dove mise a referto 27 punti, 6 rimbalzi e 7 assist a gara. Rientrò in NBA nel febbraio 1995, firmato dai Los Angeles Lakers, con cui partì titolare in 14 occasioni.
Nel 1995-96 Daniels sbarcò in Italia per disputare il campionato di Serie A1 con la Scavolini Pesaro, chiudendo la stagione con una media di 21,6 punti realizzati.
Tornò poi oltreoceano per le ultime parentesi in NBA della sua carriera, con i Sacramento Kings e i New Jersey Nets tra il 1996 e il 1997, e ai Toronto Raptors nel 1998, con in mezzo qualche apparizione in CBA, a Porto Rico e in Turchia.
Daniels ha proseguito la sua carriera in altri tornei, come le leghe minori americane o campionati sudamericani. Nel 2001 ritornò in Italia, questa volta per vestire la canotta dello Scafati Basket in Legadue, ma fu tagliato alla quarta giornata dopo la partita di Rimini in cui segnò solo un punto. Dopo l'apparente ultima parentesi nel 2002, prova un ultimo ritorno tre anni più tardi in ABA prima di ritirarsi definitivamente.

## Curiosità
La vita di Lloyd Daniels ha ispirato il docufilm The Legend of Swee' Pea, realizzato dal regista Benjamin May e uscito nel 2015.

## Palmarès
- All-USBL Second Team (1992)
- GBA All-League Team (1992)